# Santo Cristo
Santo Cristo is een gemeente in de Braziliaanse deelstaat Rio Grande do Sul. De gemeente telt 14.585 inwoners (schatting 2009).

## Aangrenzende gemeenten
De gemeente grenst aan Alecrim, Cândido Godói, Porto Lucena, Porto Vera Cruz, Santa Rosa en Tuparendi.

## Verkeer en vervoer
De plaats ligt aan de wegen BR-472 en RS-540.